# کاوز
کاوز (روسی: KAvZ) شرکت اتوبوس‌سازی روس است، که در سال ۱۹۵۸ تأسیس شد.